# La figlia di Nettuno

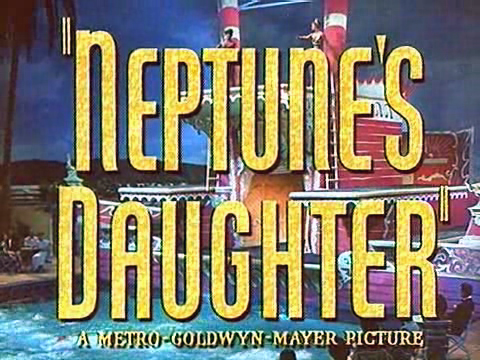

La figlia di Nettuno (Neptune's Daughter) è un film del 1949 diretto da Edward Buzzell.

## Trama
Eve incarica sua sorella Betty di cercare il capitano di una squadra di polo per proporgli un affare. Ma Betty per sbaglio conoscerà il massaggiatore della squadra, avendolo appunto scambiato per il capitano. Il massaggiatore, innamoratosi di lei, si guarda bene dal rivelarle l'equivoco.

## Produzione
Il film fu prodotto dalla Metro-Goldwyn-Mayer (MGM) (controllata dalla Loew's Incorporated).

## Distribuzione
Distribuito dalla Metro-Goldwyn-Mayer (MGM), il film fu presentato in prima il 9 giugno 1949 a New York. Incassò, nei soli Stati Uniti, 3 500 000 di dollari.